# Sex Pistols (box-set)
Sex Pistols è un box-set antologico dei Sex Pistols pubblicato nel 2002; comprende 3 CD per un totale di 59 canzoni e un libretto di 80 pagine.

## Tracce

### CD 1:Studio Tracks & Early Demos
Testi e musiche di Paul Cook, Steve Jones, Glen Matlock e Johnny Rotten, eccetto dove indicato.
1. Holidays in the Sun – 3:22 (Paul Cook, Steve Jones, Johnny Rotten, Sid Vicious)
2. Bodies – 3:02 (Paul Cook, Steve Jones, Johnny Rotten, Sid Vicious)
3. No Feelings – 2:51
4. Liar – 2:41
5. God Save The Queen – 3:20
6. Problems – 4:11
7. Seventeen – 2:02
8. Anarchy in the U.K. – 3:31
9. Submission – 4:12
10. Pretty Vacant – 3:18
11. New York – 3:06
12. EMI (Unlimited Edition) – 3:13
13. I Wanna Be Me (bonus b-side) – 3:06
14. No Feeling – 2:47
15. Did You No Wrong – 3:09
16. No Fun (Unedited) – 6:56 (Dave Alexander, Ron Asheton, Scott Asheton, Iggy Pop) – cover degli Stooges
17. Satellite – 4:01
18. Problems – 3:41
19. Pretty Vacant – 2:44
20. No Feelings – 6:53

Include la traccia fantasma Anarchy in the U.K. (strumentale) – 3:42
- Tracce 1–12 incluse in Never Mind the Bollocks, Here's the Sex Pistols.
- Tracce 13–17 sono lati B dei singoli.
- Tracce 18–20 sono demo registrati durante la session ai Majestic Studios nel maggio del 1976.
- La traccia fantasma è una base registrata per la TV al Wessex Studio nel dicembre 1976.

### CD 2:Demos & Rarities
Testi e musiche di Paul Cook, Steve Jones, Glen Matlock e Johnny Rotten, eccetto dove indicato.
1. Pretty Vacant – 3:54
2. Submission – 4:09
3. Anarchy in the U.K. – 4:05
4. Substitute – 3:11 (Pete Townshend) – cover degli Who
5. (Don't Give Me) No Lip – 3:15 (Barry Richards, Don Thomas, Jean Thomas)
6. (I'm Not Your) Steppin' Stone – 3:00 (Tommy Boyce, Bobby Hart) – cover di Boyce and Hart
7. Johnny B. Goode – 1:44 (Chuck Berry) – cover di Chuck Berry
8. Road Runner – 4:10 (Jonathan Richman) – cover dei Modern Lovers
9. Watcha Gonna Do About It? – 1:57 (Brian Potter, Ian Samwell) – cover degli Small Faces
10. Through My Eyes – 1:43 (Eddie Phillips, Bob Garner) – cover dei Creation
11. Anarchy in the U.K. – 3:32
12. No Feelings (strumentale) – 3:03
13. No Future – 5:00
14. Liar – 3:33
15. Problems – 4:23
16. New York – 3:08
17. God Save the Queen – 3:39
18. Satellite – 4:00
19. EMI – 3:14
20. Seventeen – 2:05
21. No Feelings – 2:49
22. Submission (Version #1) – 4:18

Nota: Include la traccia fantasma God Save the Queen (strumentale) – 3:21
- Tracce 1–2 sono demo della Denmark Street session, luglio 1976.
- Traccia 3 una registrazione dalla Wessex Studio session, ottobre 1976.
- Tracce 4–10 sono prese dalle prove della Wessex Studio session, ottobre 1976.
- Traccia 11 versione scartata del singolo Anarchy in The UK.
- Tracce 12–15 sono demo della Manchester Square session, dicembre 1976.
- Tracce 16–17 registrazioni nel Gooseberry Studios, gennaio 1977.
- Tracce 18–22 sono outtake da Never Mind the Bollocks, Here's the Sex Pistols.
- La traccia fantasma è una base registrata per la TV al Wessex Studio nel dicembre 1976.

### CD 3:Live at Screen on The Green '76, plus Live Rarities
Testi e musiche di Paul Cook, Steve Jones, Glen Matlock e Johnny Rotten, eccetto dove indicato.
1. Anarchy in the U.K. – 4:55
2. I Wanna Be Me – 3:11
3. Seventeen – 2:19
4. New York – 3:07
5. (Don't Give Me) No Lip – 3:45 (Barry Richards, Don Thomas, Jean Thomas)
6. (I'm Not Your) Stepping Stone – 5:49 (Tommy Boyce, Bobby Hart) – cover di Boyce and Hart
7. Satellite – 2:14
8. Submission – 3:51
9. Liar – 3:30
10. No Feelings – 3:05
11. Substitute – 3:07 (Pete Townshend) – cover degli Who
12. Pretty Vacant – 3:09
13. Problems – 5:05
14. Did You No Wrong – 3:49 (Paul Cook, Steve Jones, Glen Matlock, Johnny Rotten, Wally Nightingale)
15. No Fun – 4:56 (Dave Alexander, Ron Asheton, Scott Asheton, Iggy Pop) – cover degli Stooges
16. Understanding (live bonus track) – 4:13
17. Flowers of Romance #1[1] (live bonus track) – 2:32
18. Flowers of Romance #2[1] (live bonus track) – 1:47
19. Belsen Was a Gas (live bonus track) – 2:30 (Paul Cook, Steve Jones, Johnny Rotten, Sid Vicious)

Include la traccia fantasma Pretty Vacant (strumentale) – 3:08
- Tracce 1–15: 29 agosto 1976 – Screen on the Green Cinema, Islington, UK.
- Traccia 16: 3 aprile 1976 – Nashville Rooms, London, UK.
- Traccia 17: 29 giugno 1976 – 100 Club, London, UK.
- Traccia 18: 14 agosto 1976 – Barbarella's, Birmingham, UK.
- Traccia 19: 10 gennaio 1978 – Longhorn Ballroom, Dallas, Stati Uniti.
- La traccia fantasma è una base registrata per la TV al Wessex Studio nel dicembre 1976.